# Mehrfamilienhaus Am Seedeich 13

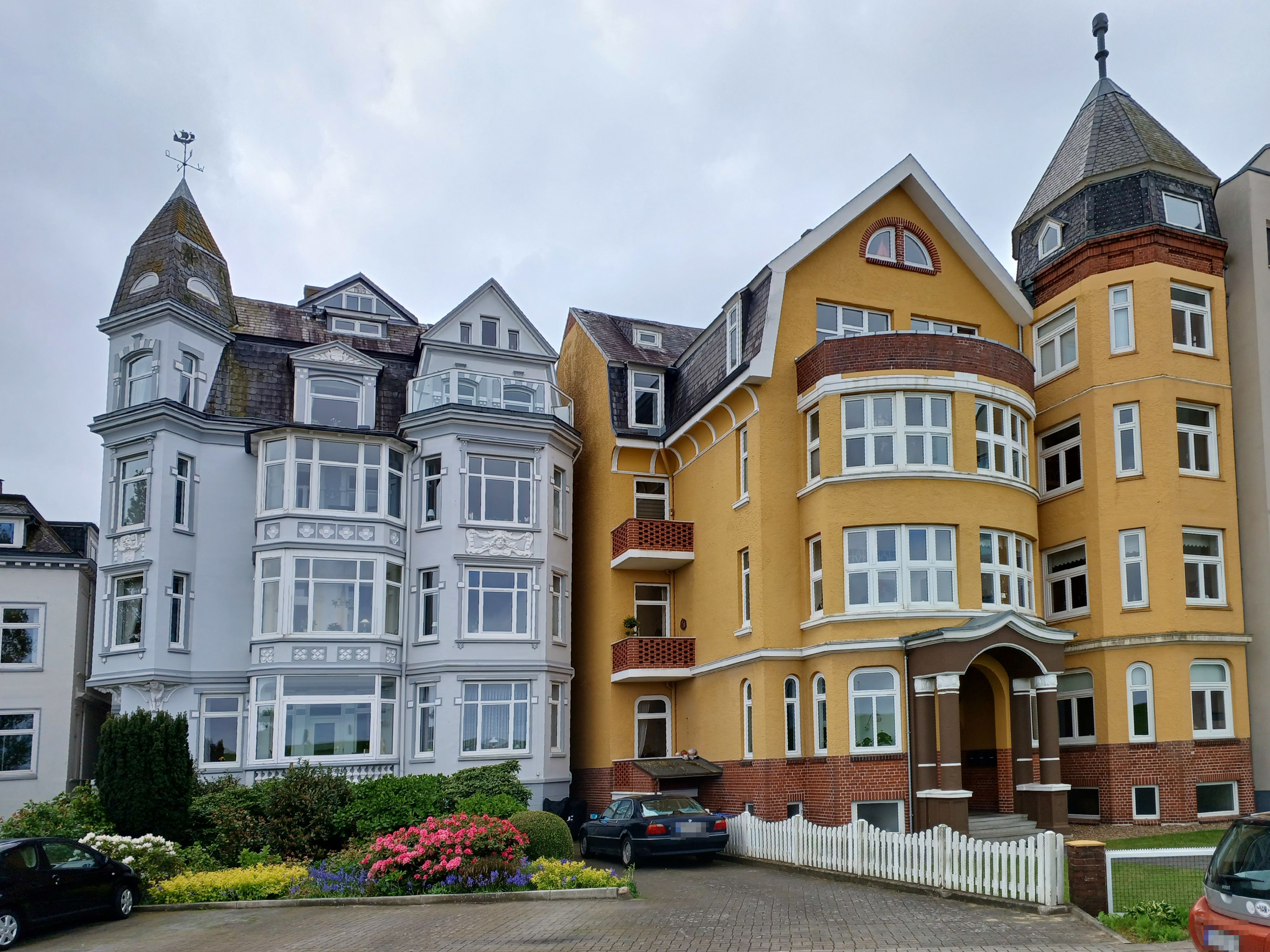
Am Seedeich 13 (rechts) und 12 (links)

Das Mehrfamilienhaus Am Seedeich 13, südlich des Deiches, in der niedersächsischen Kreisstadt Cuxhaven im Landkreis Cuxhaven, stammt vom Anfang des 20. Jahrhunderts. Aktuell (2024) wird es als Wohnhaus genutzt.
Das Gebäude steht unter Denkmalschutz (siehe auch Liste der Baudenkmale in Cuxhaven).

## Geschichte und Beschreibung
Das dreigeschossige traufständige verputzte und vollunterkellerte Gebäude mit schiefergedecktem Mansarddach wurde 1912 gebaut. Die Fassaden wurden durch ein Giebelrisalit, den dreigeschossigen Erker mit dem Eingangsbereich, den südöstlichen viergeschossigen Turm mit schiefergedeckter achteckiger hoher Haube sowie den Sockel und den Balkonen in Backstein gestaltet. Das Haus gehört zu einer kleinen Gruppe (mit Familienhäusern Am Seedeich Nr. 8, Nr. 9, Nr. 11, Nr. 12) von denkmalgeschützten Wohnhäusern.
Das Landesdenkmalamt befand u. a.: „… Zu den Wohnbauten am Seedeich in Cuxhaven gehören auch einige stattliche Mehrfamilienhäuser gehobenen Standards, die das Bild der Straße bis heute prägen.“